# Wovenhand
 (août 2024).
Si vous disposez d'ouvrages ou d'articles de référence ou si vous connaissez des sites web de qualité traitant du thème abordé ici, merci de compléter l'article en donnant les références utiles à sa vérifiabilité et en les liant à la section « Notes et références ».
Wovenhand, initialement typographié Woven Hand, est le nom d'un groupe américain de country alternative, originaire de Denver dans le Colorado (États-Unis), et fondé par David Eugene Edwards au début des années 2000 en collaboration avec Ordy Garrison, et en parallèle à son groupe principal de l'époque 16 Horsepower.

## Histoire du groupe
Le groupe est formé à ses débuts par David Eugene Edwards, seul, à une période de tension au sein de 16 Horsepower ; le musicien Daniel McMahon se joint alors au projet. Woven Hand fait ses débuts sur scène à Denver en octobre 2001 et sort son premier album éponyme dans la foulée en mars 2002 chez Glitterhouse. À la différence des compositions de 16 Horsepower, Wovenhand présente une sonorité moins country/folk musique, bien que toujours présente, en étant plus marquée par les percussions jouées par Ordy Garrison et les échappées expérimentales d'Edwards jouant de divers instruments (guitares acoustique et électrique, banjos...).
En 2002, Woven Hand entame une collaboration avec la compagnie de danse contemporaine de Wim Vandekeybus, Ultima Vez, qui lui permet d'accroitre son audience en Europe lors de tournées. Woven Hand est l'auteur des musiques de plusieurs spectacles d'Ultima Vez (Blush en 2002, Sonic Boom en 2003, Puur en 2005, Spiegel en 2006) et apparaît également dans le film Blush de Vandekeybus.
Depuis la dissolution de 16 Horsepower en 2005, David Eugene Edwards s'est concentré exclusivement sur Woven Hand qui sera re-typographié Wovenhand. Le groupe se produit régulièrement avec de nombreux autres artistes issus du Colorado, tels que Jay Munly, le Slim Cessna's Auto Club, et The Denver Gentlemen, et à ce titre fait partie du mouvement rock appelé le Denver Sound. De 2008 à 2012, le bassiste Pascal Humbert, membre fondateur de 16 Horsepower, rentame une collaboration avec David Eugene Edwards au sein de Wovenhand en participant à deux albums.

## Membres du groupe
| Wovenhand en 2010 (de gauche à droite) : David Eugene Edwards, Ordy Garrison, Pascal Humbert. |  | Wovenhand en 2010 (de gauche à droite) : David Eugene Edwards, Ordy Garrison, Pascal Humbert. |  | Wovenhand en 2010 (de gauche à droite) : David Eugene Edwards, Ordy Garrison, Pascal Humbert. |
| Wovenhand en 2010 (de gauche à droite) : David Eugene Edwards, Ordy Garrison, Pascal Humbert. |  |                                                                                               |  |                                                                                               |

- David Eugene Edwards, à l'écriture, à la composition, au chant et aux guitares
- Ordy Garrison, aux percussions (depuis 2003)
- Chuck French, guitare (depuis 2012)
- Peter Van Laerhoven, à la guitare sur les tournées européennes
- Neil Keener, basse (depuis 2014)
- Matthew Smith, claviers (depuis 2016)

Anciens membres temporaires :
- Daniel McMahon, multi-instrumentiste (2002)
- Paul Fonfara, violoncelle (2002-2004)
- Pascal Humbert, à la basse (2008-2012)
- Gregory Garcia, basse (2012-2014)